# Кикшеринг
Кикшеринг (стяжение от кикскутер-шеринг, от англ. kick scooter sharing — передача другому самокатов) — система краткосрочной аренды электросамокатов по аналогии с каршерингом и велошерингом. Кикшеринг может работать с привязкой к станциям проката или по системе «dockless», то есть бесстанционно. Последнее время набирает популярность бесстанционная система.

## Принцип работы
Чтобы арендовать электросамокат, нужно загрузить мобильное приложение. Оно показывает пользователю карту ближайших электросамокатов и парковок. Перед арендой необходимо привязать банковскую карту для оплаты взятия в прокат. Далее нужно отсканировать QR-код на самокате или нажать на электросамокат в самом приложении, после чего выбрать тариф и можно ехать. В начале поездке в большинстве случаев взимается залог и по желанию оформляется разовая страховка. По окончании поездки пользователь паркует самокат в разрешённом сервисом месте — обычно в таком месте есть другие самокаты. После завершения аренды списывается оплата за поездку и возвращается залог. 
Электросамокаты оснащены встроенными чипами GPS и сотовой связью, что позволяет им транслировать свое местоположение в режиме реального времени во время поездки. С помощью GPS и отслеживания сотовой связи компании могут собирать статистику использования, отслеживать, какой скутер кто и насколько арендовал, и взимать с клиентов соответствующую плату за время, затраченное на поездку. Также в самокатах присутствуют встроенные функции для предотвращения краж и взлома. Пользователи могут разблокировать самокаты и ездить на них только с помощью приложения. Многие скутеры имеют встроенную сигнализацию, которая срабатывает, если кто-то попытается переместить самокат, а также велозамок.
В последние годы в Интернете завирусились способы так называемых абузов, то есть злоупотребления возможностями, авторы которых находят лазейки в системе работы аренды. При помощи различных абузов получается иногда легально, а иногда нет снизить стоимость поездки. В основном, способы связаны с ошибками транзакций, фейковыми аккаунтами и номерами, безымянными картами и лимитом на покупки. Основным способом борьбы с «абузами» является взимание залога. В 2023 году стало известно ещё об одном способе мошенничества: мошенники стали расклеивать фейковые QR-коды на электросамокаты. Впрочем избежать мошенников довольно просто: вместо того, чтобы сканировать QR-код, достаточно просто вручную ввести номер элетросамоката, указанный на руле.

## Термин
Термин «кикшеринг» происходит от английских терминов «kick scooter» (самокат) и «share» (делиться), и по аналогии с каршерингом (краткосрочная аренда автомобилей) обозначает краткосрочную аренду самокатов. До мая 2018 года у этого явления не было названия на русском языке. Первым термин «кикшеринг» начало использовать издание «Трушеринг». Затем его стали употреблять «РБК», «TJ», «Российская газета», Авто Mail.ru и другие СМИ.
15 мая 2018 года среди читателей телеграм-канала «Каршеровод», посвящённого шерингу, был проведён опрос о том, как лучше называть по-русски новый сервис: самокатшеринг, кикшеринг или кикскутершеринг. За кикшеринг проголосовали 69 % респондентов.

## История
В 2012 году Scoot Networks выпустила транспортное средство в стиле мопеда, которое стало одним из первых электросамокатов. В 2016 году Neuron Mobility представила док-станции для электросамокатов в Сингапуре.
Первым крупным кикшеринговым сервисом в мире стал американский Bird. Его основал бывший вице-президент по развитию Uber Трэвис Вандерзанден, который привлёк к стартапу $115 миллионов. Bird запустился в сентябре 2017 года в Санта-Монике, сейчас работает в Лос-Анджелесе, Сан-Диего, Сан-Франциско и других городах США. За первые полгода сервисом воспользовались около 50 тысяч человек, количество случаев аренды за этот период составило около 250 тысяч. К лету 2018 года у компании было 1600 электросамокатов. Вместе с популярностью электросамокатов стало расти и количество инцидентов.
В 2018 году уже компания Lime собрала более 11,5 миллионов поездок. Кроме того, Lyft и Uber, крупнейшие компании по совместному использованию поездок в США, представили свои собственные кикшеринг-сервисы в том же году. В 2021 году производитель компьютеров Acer начал производство электросамокатов.

## В России
В последнее время в России сервисы аренды электросамокатов набрали широкую популярность и с каждым годом расширяют возможности, увеличивают количество единиц транспорта и совершенствуют представленные модели. На 2023 год кикшеринг-сервисы функционируют на территории более 100 российских городов, а самокаты в Москве являются одними из самых современных в мире. Основными электросамокатами являются модели бренда Ninebot.
Первыми прокат самокатов и электросамокатов предлагали сервисы Делисамокат и некоторые другие в Москве, при поддержке Мосгортранса. Москва является одним из первопроходцев в деле кикшеринга в мире.
Первым крупным же кикшеринг-сервисом в России стал Юрент. Изначально Юрент позволял взять в аренду велосипеды, а затем и электросамокаты в Краснодаре, Сочи, Адлере, Анапе и на курорте Роза Хутор. В 2019 году сервис привлёк первые инвестиции от создателей приложения «Сравни такси» Андрея Азарова и Михаила Гейшерика. В 2020 году они и группа частных инвесторов вложили в сервис 150 млн рублей, которые позволили ему начать федеральную экспансию. В июне 2020 году Юрент запустился в Москве, затем в Казани, Ростове-на-Дону и Санкт-Петербурге.
Осенью 2020 года электросамокаты начали набирать невероятную популярность. В период с 2019 по 2022 год свою работу начали несколько сервисов, в том числе Whoosh и SunRent. В 2022 году Яндекс.Go запускает свои электросамокаты в Москве, Краснодаре и Санкт-Петербурге. Казахстанский сервис Jet, основанный предпринимателями из Казахстана Мейрамбеком Абелкасовым и Сериком Успановым, разместил свои самокаты в городах Казахстана, Беларуси, Сербии, Узбекистана и Грузии. Его конкурент, Whoosh, в 2022 запустил электросамокаты в Казахстане, в 2023 — и электровелосипеды.
В 2023 году Юрент и Whoosh закупили новые электросамокаты Ninebot SL 90. Самокаты разных сервисов стали появляться во многих новых городах России. Количество электросамокатов в Москве в сумме превысило 60 тысяч штук, что сделало Москву обладательницей самого большого парка электросамокатов в мире, обогнав Сеул и Берлин. Сервис Whoosh стал предлагать и электровелосипеды. С октября 2023 года Whoosh начал оснащать свои электросамокаты шлемами.
В 2024 году Whoosh разместил крупные номерные знаки на своих электросамокатах в Москве. Номера могут считываться так же легко, как автомобильные.

## Перспективы, критика, инциденты
Ожидается, что к 2030 году мировой рынок скутеров будет оцениваться в 300—500 миллиардов долларов США. По другим оценкам, рынок самокатов может возрасти до примерно 42 миллиардов долларов США.
Однако с начала 2020-х годов различные города России и мира вводят различные ограничения для электросамокатов, иногда запрещают их использование. Так, в 2020 году наблюдался резкий рост популярности сервисов кикшеринга в России, однако он сопровождался мощнейшим ростом ДТП с электросамокатами: было зафиксировано 410 ДТП, пострадали 430 человек (в 2019 году — 147 ДТП, 147 пострадавших). Рост ДТП с кикшерингом в России продолжился и в 2021, 2022 и в 2023 годах.
В 2020 году в России власти начали предпринимать более активные шаги к регулированию рынка: Министерство транспорта Российской Федерации представило свой проект регулирования средств индивидуальной мобильности (куда входят электросамокаты).
Противоречивыми стали события, произошедшие в сфере кикшеринга в 2021 году. Так, в мае 2021 года на Невском проспекте в Санкт-Петербурге самокатчики сбили, а затем избили писателя Валерия Айрапетяна. Самокатчики были задержаны и находились под следствием до марта 2022 года. В марте 2022 года они были освобождены из-под стражи, выплатив штрафы по 25 тысяч рублей, выплатив 70 тысяч рублей ущерба и сделав благотворительный взнос (размер не уточняется). Также известно, что они раскаялись в содеянном и попросили прощения у потерпевшего.
Инцидент с писателем Валерием Айрапетяном стал одним из наиболее резонансных дел, связанных с кикшерингом. В рамках расследования у сервисов кикшеринга прошли обыски: их обвиняли в нарушении части 1 статьи 238 УК РФ (оказание услуг, не отвечающих требованиям безопасности). Полиция Санкт-Петербурга стала даже арестовывать и убирать самокаты с улиц. С 9 по 11 июня 2021 года аренда электросамокатов в Санкт-Петербурге была приостановлена. По итогам 2021 года Санкт-Петербург стал лидером по количеству ДТП с электросамокатами.
Санкт-Петербург стал далеко не единственным регионом, столкнувшимся с ростом количества инцидентов с электросамокатами. Власти различных регионов принимали различные меры для борьбы с проблемой. Так, в Казани в 2021 году нередко наказывали водителей электросамокатов, как автомобилистов: известно как минимум о двух случаях лишения водительских прав за пьяную езду на электросамокате. В Томске, так же как и в Санкт-Петербурге, полиция также стала убирать электросамокаты с улиц, хотя позднее и вернула. В 2022 году в Москве житель был приговорён к лишению свободы сроком на 1 год условно за пьяную езду на электросамокате.
Первые предложения ввести ПДД для электросамокатов относятся к 2018 году. В 2022 году были приняты, с 1 марта 2023 года вступили в силу поправки к Правилам дорожного движения Российской Федерации, с новыми правилами и условиями для средств индивидуальной мобильности (электросамокаты, электроскейтборды, гироскутеры, сигвеи, моноколеса и иные аналогичные средства). Впрочем, уже в 2023 году стали популярны идеи запретить электросамокаты, таким образом, сводя кикшеринг на нет. В Париже в рамках референдума жители проголосовали против кикшеринга в французской столице, работа кикшеринга в Париже была прекращена 1 сентября 2023 года. С подобной инициативой выступили позднее жители района Хамовники города Москвы. По данным опроса SuperJob, около 37 % опрошенных поддерживают идею запретить электросамокаты (доля противников электросамокатов позднее выросла). В Омске компания-сервис электросамокатов Whoosh выплатила 350 тысяч рублей родителям девочки, которую самокатчик сбил в 2022 году, при этом самого самокатчика, сбившего ребёнка, не нашли. С 2023 года в Москве штрафуют родителей, если их дети нарушают правила на электросамокатах.
Предложений, связанных с регулированием электросамокатов, становится всё больше: Министерство транспорта Российской Федерации предложило ужесточить правила и штрафы для электросамокатов, ЦБ РФ не исключает даже идею ОСАГО для электросамокатов. Продолжают расширяться «медленные» зоны.
В 2023 году, не выдержав конкуренции в Санкт-Петербурге, закрылся кикшеринг Molnia.
В 2024 году Пермь стал одним из городов России, где кикшеринг прекратил работу: в марте 2024 года Пермская городская дума запретила парковку СИМ в центре Перми, а также на 38 улицах в остальных районах города. Сервисы кикшеринга Whoosh и «Юрент» приостановили работу, в апреле 2024 года Whoosh запустил велопрокат. Оба сервиса подали судебные иски к Пермской гордуме, и хотя проиграли его, планируют подать апелляцию.
Курс на ужесточение правил для кикшеринга продолжился и в 2025 году: так, в Москве и области, перед началом сезона проката, вводится идентификация с помощью Mos ID (сервис идентификации на сайте Mos.ru). Пользователи могут осуществить первые пять поездок без регистрации на сайте Mos.ru, для шестой и более — подтвердить свою личность, используя учётную запись Mos.ru (при этом учётная запись на Mos.ru должна иметь статус «Подтверждённая»). На данный момент регистрация на сайте Mos.ru недоступна для лиц без российского номера телефона.